# Artakserkso III.
Za ostale povijesne ličnosti pod imenom „Artakserkso“ vidi: Artakserkso (razdvojba)
Artakserkso III. (staroperz. Artaxšaçrā, grč. Ἀρταξέρξης) bio je veliki kralj Perzijskog Carstva od 358. do 338. pr. Kr.; jedanaesti šah iranske dinastije Ahemenida te prvi faraon XXXI. dinastije u Egiptu. Na prijestolju je naslijedio svoga oca Artakserksa II., dok je njega naslijedio njegov sin Artakserkso IV. (poznat kao i Arz od Perzije). Vladavina Artakserksa III. podudara se vladavinom Filipa II. u Makedoniji i Nektaneba II. u Egiptu.
Prije dolaska na tron Artakserkso III. je služio satrap i zapovjednik očeve vojske. Na vlast je došao kada je jedan od njegove braće ubijen, drugi počinio samoubojstvo, dok je zadnjeg ubio njegov otac Artakserkso II. Ubrzo nakon što je postao kraljem, poučen iskustvima svoga oca koji je morao braniti tron od obiteljskih pretendenata, Artakserkso III. je dao pogubiti sve one koji su mu predstavljali konkurenciju za perzijski tron. Pokrenuo je dva velika vojna pohoda protiv Egipta, nekadašnje perzijske pokrajine (satrapije) koja se u međuvremenu pobunila i osamostalila. Prva ekspedicija završila je neuspjehom nakon čega su se pobunile neke zapadne perzijske satrapije. Godine 343. pr. Kr. Artakserkso III. porazio je egipatskog faraona Nektaneba II., prognao ga iz Egipta, te je na putu ugušio pobunu u Feniciji.
Tijekom zadnjih godina njegove vladavine jača utjecaj Filipa II. Makedonskog u Grčkoj, koji je pokušavao ujediniti Grke na pobunu protiv Perzijskog Carstva. Artakserkso III. uspio je u suzbijanju makedonskih pokušaja, pa se uz njegovu pomoć grad Perint uspio oduprijeti makedonskoj opsadi. Postoje dokazi kako je zadnjih godina života nadograđivao Perzepolis, gdje je Artakserkso III. podigao novu palaču, sagradio vlastitu grobnicu, te veliki nezavršeni portal. Prema izvorima grčkih povjesničara Diodora sa Sicilije, perzijski general Bagoas otrovao je Artakserksa III., no zapisi na klinastom pismu (danas u Britanskom muzeju) govore kako je kralj umro prirodnom smrću.

## Ime i etimologija
Prije dolaska na tron, pravo osobno ime Artakserksa bilo je „Ocho“. Ime Artakserkso (staroperz. Artaxšaçrā) znači „Onaj koji vlada kroz artu (istinu)”, ili „onaj čije je carstvo savršeno“, ili „čestit kralj“ (Arta: „čestit“ + Kserkso: „kralj“). U svojim djelima Herodot spominje kako ime Kserkso znači „Ratnik“, odnosno kako Artakserkso znači „Veliki ratnik“, što moderni povjesničari smatraju netočnim. Najpoznatiji je kao Ocho (grč. Ochus), dok je u Iranu poznat kao Ardašir III. (perz.سوم اردشیر), što je moderni oblik imena Artakserkso. U babilonskim zapisima spominje se kao „Umasu“ ili „Artakshatsu“. Sličan oblik imena („Uvasu“) pojavljuje se i u sirijskim zapisima poznatim kao Kraljevski kanoni.

## Rani život
Prije stupanja na prijestolje Artakserkso III. imao je funkciju satrapa i generala u vojsci svog oca. Njegov brat Darije, najstariji sin Artakserksa II., upustio se u zavjeru s namjerom da ubije oca, no njegov plan je otkriven kralju pa je pogubljen. Smrt princa Darija za prijestolonasljednika je postavila sljedećeg najstarijeg sina Arijaspa, koji je navodno počinio samoubojstvo nakon što su ga Artakserkso III. (treći kraljev sin) i zapovjednik kraljevske garde Tiribaz uvjerili kako ga kralj Artakserkso II. sumnjiči za zavjeru. Njegovom smrću prijestolonasljednikom postaje četvrti sin Arsam, koji je također ubijen. Shrvan gubicima svojih sinova, Artakserkso II. umire u dubokoj starosti 358. pr. Kr. a nasljeđuje ga Artakserkso III. Prema nekim izvorima, odmah nakon stupanja na vlast dao je pogubiti gotovo sve potomke svoga oca koji su mogli ugroziti njegovo pravo na tron Perzije.
Godine 355. pr. Kr. Artakserkso III. prisiljava Atenu na mir prema kojem je bila prisiljena napustiti Malu Aziju i proznati neovisnost njenih grčkih susjeda. Potom pokreće pohod protiv nomadskih plemena Kadusijana koji su pokrenuli pobunu, no uspjeva primiriti oba kadusijanska kralja. Najzaslužniji za taj diplomatski uspjeh bio je njegov nećak Darije, koji će kasnije zamijeniti njegova sina Artakserksa IV. (Arza) i vladati kao Darije III. Nakon toga, naređuje otkaz svim grčkim plaćenicima u perzijskim satrapijama Male Azije, poslije čega se većina njih vraća kući u Atenu i Spartu. Njegovu zapovjed ignorirao je lidijski satrap Artabaz, koji je od Atene zatražio pomoć u pobuni protiv velikog kralja. Atena mu šalje pomoć u grad Sard, a Oront od Misije također se priključuje Artabazanovoj vojsci u pobuni. Iako pobunjenjičke snage bilježe početne uspjehe tijekom 354. pr. Kr., nakon godinu dana su poraženi i raspušteni. Oront se ispričao velikom kralju, dok je Artabaz pobjegao u zaštitu kod Filipa II. u Makedoniju.

## Obitelj
Artakserkso III. bio je sin velikog kralja Artakserksa II. i kraljice Statire. Artakserkso II. imao je preko 115 sinova i mnogo žena, uglavnom nelegitimnih. Neki od najpoznatije Ochove braće i sestara su Rodogina, Apama, Sisigambis, Ocha, Darije i Arijasp, od kojih je većina ubijena nakon Ochovog stupanja na vlast. Artakserkso III. se vjenčao nećakinjom odnosno Oksatrovom kćeri, koji je bio brat budućeg kralja Darija III. Njihova djeca bili su Ars (Artakserkso IV.); budući kralj Perzije, Bistan i Parisatida.
Prema manje poznatoj teoriji Artakserkso III. se poistovjećuje s Darijem II., sinom Artakserksa I., jer dijele isto osobno ime; „Ocho“ (staroperz. Vahuka). Ista teorija govori kako je perzijsko miješanje u grčku politiku zapravo bilo rat protiv Makedonije, koji su morali platiti Perziji danak od 40.000 zlatnika i ponuditi ruku kćeri makedonskog kralja Artakserksu III., koji ju je poslao natrag zbog neugodnog daha. Teorija tvrdi kako je makedonska princeza zatrudnila s Artakserksom III., odnosno kako je njen sin Aleksandar Makedonski Artakserksov, a ne Filipov sin. To je jedno od objašnjenja zašto je Aleksandar kasnije prihvatio perzijsku kraljevsku titulu šahanšaha.

## Vanjska politika

### Prva egipatska ekspedicija
Oko 351. pr. Kr. Artakserkso III. pokreće vojnu operaciju obnavljanja kontrole nad Egiptom koji se pobunio i osamostalio u doba vladavine njegova oca Artakserksa II. Istovremeno izbija pobuna i u Maloj Aziji koja je uz potporu Tebe prijetila ozbiljnom eskalacijom. Artakserkso III. vodi veliku vojsku u Egipat protiv faraona Nektaneba II., no Perzijanci doživljavaju poraz i povlače se natrag u Aziju.

### Pobune na Cipru i u Sidonu
Nedugo poslije perzijskog poraza u Egiptu, uvjereni u slabost Perzijskog Carstva vladari Fenicije, Male Azije i Cipra proglašavaju nezavisnost. Godine 343. pr. Kr. Artakserkso III. ovlašćuje satrapa Idrieja od Karije da uguši pobunu na Cipru, koji upošljava 8.000 grčkih plaćenika i 40 trirema kojima zapovijeda Atenjanin Focion. Ciparska pobuna brzo je ugušena. 
Istovremeno, Artakserkso III. imenuje sirijskog satrapa Beleza i cilicijskog satrapa Mazeja zapovjednicima ekspedicije protiv feničkog grada Sidona. Obojica satrapa doživjeli su velike poraze protiv sidonskog kralja Teneja kojem su pomoć od 40.000 grčkih plaćenika poslali egipatski faraon Nektanebo II. i Mentor s Rodosa. Perzijanci su bili prisiljeni povući se iz Fenicije.
Nakon satrapskog neuspjeha, Artakserkso III. se osobno odlučio obračunati protiv Sidona. Navodno je okupio veliku vojsku od 300.000 pješaka, 30.000 konjanika, 300 trirema, te 500 transportnih i pomoćnih brodova. U Ateni i Sparti je pokušao unajmiti i grčke plaćenike, no oni odbivaju sudjelovati. Ipak, kasnije mu se pridružuje 1.000 teških hoplita iz Tebe, te dodatnih 9.000 Grka iz Male Azije. Iako je brojka od 10.000 grčkih hoplita bila neznatna u odnosu na ukupan broj njegove vojske, oni su predstavljali okosnicu njegove vojske u borbi protiv grčkih plaćenika koje je za Feniciju unajmio egipatski faraon, jer su odlično poznavali strategiju falange.
Dolazak goleme perzijske vojske pred Sidon slomio je moral njegovih stanovnika. Sidonski kralj pokušao je pridobiti milost perzijskog velikog kralja time što je poslao 100 sidonskih plemića da skupno zatraže oprost kod Artakserksa, no on je naredio da se pobiju kopljima. Ista sudbina dočekala je i idućih 500 Sidonaca koje je poslao kralj Tenej. Opsada Sidona je kratko trajala i grad je ubrzo bio poražen, nakon čega je izbio veliki požar. Do danas nije poznato je li spaljivanje grada naredio Artakserkso III. da kazni grad, ili su to učinili sami Sidonci, ili je riječ o nesretnom slučaju koji se dogodio u metežu tijekom i nakon bitke. Procijenjuje se kako je 40.000 ljudi stradalo u tom požaru. Sidonski kralj Tenej je uhićen, osuđen za izdaju i pogubljen, a Fenicija je pripojena Ciliciji u jednu satrapiju. Židove koji su pomagali pobunu kasnije je poslao u Hirkaniju, pokrajinu uz južnu obalu Kaspijskog jezera.

### Druga egipatska ekspedicija
Neposredno nakon pokoravanja Sidona, uslijedila je nova vojna ekspedicija protiv Egipta. Artakserkso III. je nakon pada Sidona 343. pr. Kr. raspolagao s vojskom od 330.000 azijskih vojnika, te 14.000 Grka iz Male Azije koji su uključivali i nekadašnje sidonske plaćenike. Podijelio je vojsku na tri dijela i imenovao zapovjednike. Perzijski generali bili su Roesak, Aristazan i Bagoas, a grčki Lakrat od Tebe, Mentor s Rodosa i Nikostrat s Argosa. Egipatski faraon Nektanebo II. pod oružjem je imao vojsku od 100.000 ljudi, od čega su 20.000 bili grčki plaćenici. Svoju vojsku faraon je stacionirao na rijeci Nil, pokušavajući iskoristiti brojne riječne kanale i močvare te potporu mornarice protiv nadmoćnijeg neprijatelja. Jedna od egipatskih strategija bila je i zadržavanje Perzijanaca u cilju iscrpljivanja njihovih zaliha čime bi bili prisiljeni na povlačenje iz Egipta.
Ipak, egipatska vojska doživjela je težak poraz protiv Perzijanaca, a (bivši) faraon Nektanebo II. bježi u Memfis („Grad kraljeva“), ostaljajući za sobom brojne utvrđene gradove na milost vojnim jedinicama koje su ih čuvali. Iste su bile sastavljene od miješanih egipatskih i grčkih trupa, čiju su obostranu ljubomoru i sumnju Perzijanci iskoristili osvajajući grad za gradom, napredovajući prema Memfisu. Kada je konačno pao i Memfis, Nektanebo II. je pobjegao još južnije, u Etiopiju. Nakon tog čina Artakserkso III. postao je faraonom Egipta, odnosno osnivačem nove XXXI. dinastije. Egipatski Židovi premješteni su na jug Kaspijskog jezera zajedno s feničkim židovima, te u Babilon.
Nakon ponovnog pokoravanje Egipta, Artakserkso III. je razorio sve gradske zidine, te oteo kraljevsku riznicu čime se Perzija jako obogatila. U cilju da se Egipat oslabi i nikad više ne pobuni protiv Perzije, nametnuo je i veliki danak. Prije povratka u Perziju, imenovao je Ferendata egipatskim satrapom. Prilikom povratka bogato je nagradio svoje plaćenike, te se vratio u Perzepolis kao slavodobitnik koji je nakon Kambiza II. ponovno uspio pokoriti veliki i bogati Egipat.

## Posljednje godine
Nakon uspjeha u Egiptu, Artakserkso III. se vratio u Perziju i proveo idućih nekoliko godina suzbijajući razne manje pobune i nemire diljem carstva, no do njegove smrti nitko više nije ugrožavao Perzijsko Carstvo ni izvana ni iznutra, niti njegovu poziciju na perzijskom tronu. Egipat je ostao dijelom Perzijskog Carstva sve do dolaska Aleksandra Makedonskog.
Mentor i Bagoas, dvojica perzijskih generala koji su među najzaslužnijima za pobjedu u Egiptu, unaprijeđena su sa svojih pozicija. Mentoru, koji je bio guverner većine azijskih obala, dozvoljeno je da proizvoljno smanji broj njegovih podređenih i time ojača svoj autoritet. Bagoas se vratio u glavni grad Perzepolis zajedno s Artakserksom, te je postao glavnim diplomatom u međunarodnoj administraciji Perzijskog Carstva. Posljednjih šest godina vladavine Artakserksa III. pamti se kao jedna od najbolje organiziranijih i učinkovitijih perzijskih vlasti u povijesti ahemenidske dinastije.
Perzijske snage u Joniji i Liciji ostvarile su potpunu kontrolu nad Egejskim morem i Mediteranom, te su zaposjeli većinu otoka koji su donedavno pripadali Ateni. Izokrat iz Atene pozivao je na rat protiv Perzije, no niti jedan grčki polis nije bio dovoljno jak za sukob s velikom Perzijom. Godine 341. pr. Kr. Artakserkso III. se vraća u Babilon, gdje gradi veliku apadanu koju je u svojim djelima opisao Diodor sa Sicilije.
Iako u Perzijskom Carstvu nije bilo unutrašnjih ili vanjskih nemira, uspon Filipa II. Makedonskog u Grčkoj razmatran je kod Artakserksa III., pa je naredio da ga se oslabi davajući potporu makedonskim rivalima poput Trakije. Također, potpomognut je grad Perint koji se uspio obraniti od žestoke makedonske opsade. Tijekom zadnje godine vladavine Artakserksa III., Filip II. Makedonski planirao je invaziju na Perzijsko Carstvo no nitko od grčkih polisa nije se htio priključiti takvoj riskantnoj ekspediciji.
Artakserkso III. umire 338. pr. Kr., sahranjen je u Perzepolisu. Grčki povjesničar Diodora sa Sicilije tvrdi kako je perzijski general Bagoas otrovao Artakserksa III., no zapisi na klinastom pismu (danas u Britanskom muzeju) govore kako je kralj umro prirodnom smrću.

## Kultura
Povijesno gledano, veliki kraljevi ahemenidske dinastije bili su sljedbenici religije zoroastrizma, te su bili pod jakim utjecanjem Zaratustrine ideologije. Doba Artakserksa II. označilo je obnovu kulta Anahite i Mitre, jer se u njegovim zdanjima Ahura Mazda, Anahita i Mitra spominju u kontekstu bogova. Anahita i Mitra do tada su bili zanemarivani kod pravih zoroastrista, jer Zaratustrino učenje govori kako isključivo sveta vatra može predstavljati Boga. Spominje se kako je Artakserkso III. odbacio Anahitu, te štovao isključivo Ahura Mazdu i Mitru. Nejasnosti klinastog pisma iz Perzepolisa koji opisuju Artakserksa III. govore kako je štovao oca i sina kao jednu osobu, odnosno kako je osobine Ahura Mazde pripisivao Mitri. Začudo, Artakserkso je naredio gradnju kipova božice Anahite diljem provincija Perzijskog Carstva; u Babilonu, Damasku i Sardu, te u samom srcu Perzije; Suzi, Ekbatani i Perzepolisu.
Dok je Artakserkso III. bio u Egiptu, izdao je veliki broj srebrenjaka koji su imitirali atenski novac. Artakserkso III. spominje se u mnogim egipatskim zapisima, pod naslovom „Faraon Artakserkso. Život, procvat, bogatstvo“.

### Književnost
Neki smatraju kako se Knjiga o Juditi temelji na ekspediciji Artakserksa III. u Feniciji, dok se Holoferna smatra u kontekstu brata kapadocijskog satrapa Arijarata, odnosno Artakserksovog vazala. Bagoas, general koji je prema priči pronašao mrtvog Hologerna, u stvarnosti je postojao kao jedan od Artakserksovih generala u pohodima protiv Fenicije i Egipta.

### Graditeljski projekti
Postoje dokazi kako je Artakserkso III. nadogradio Perzepolis, no neka zdanja u tom kompleksu nisu dovršena sve do njegove smrti. Dvije građevine u Perzepolisu koje je dao podići bile su Dvorana s 32 stupa čija je namjena nepoznata, te njegova osobna palača. Nedovršena Vojna cesta i Veliki portal koji se spajaju na Vrata svih naroda i Dvoranu sa stotinu stupova dali su arheolozima uvid u gradnju kompleksa Perzepolisa. Njegova Grobnica uklesana je u planinu iza kompleksa u Perzepolisu, neposredno uz grobnicu njegova oca Artakserksa II. Osim u srcu Perzije, Artakserkso III. je proširio palaču Nabukodonozora II. u Babilonu.

## Kronologija
- 358. pr. Kr. - krajem veljače ili početkom ožujka Artakserkso III. stupa na perzijski tron.
- 356. pr. Kr. - naređuje svim satrapima da raspuste svoje plaćenike, u cilju učvršćivanja centralne vlasti.
- 355. pr. Kr. - prisiljava Atenu na poraz u „Socijalnom ratu“, odnosno na priznanje neovisnosti njenih susjeda.
- 351. pr. Kr. - pokreće invaziju na Egipat, no njegova vojska doživljava poraz.
- 351. pr. Kr. - potaknuti perzijskim porazom u Egiptu, vladari Fenicije i Cipra pokreću pobunu i proglašavaju neovisnost.
- 345. pr. Kr. - gušenje pobune u feničkom gradu Sidonu.
- 343. pr. Kr. - druga invazija i ponovno pokoravanje Egipta.
- 343. pr. Kr. - uspon Bagoasa i Mentora s Rodosa.
- 343. pr. Kr. - makedonski kralj Filip II. Makedonski (otac Aleksandra Makedonskog) napada zapadne perzijske gradove u Maloj Aziji.
- 338. pr. Kr. - smrt Artakserksa III.

## Poveznice
- Ahemenidsko Perzijsko Carstvo
- Kambiz II.
- Popis faraona XXXI. dinastije
- Kasni period drevnog Egipta

| Prethodnik:                                                                                    | Veliki kralj Perzije (358. - 338. pr. Kr.) ____________________ Faraon Egipta (343. - 338. pr. Kr.) | Nasljednik:                           |
| Artakserkso II. (404. - 358. pr. Kr.) ____________________ Nektanebo II. (360. - 343. pr. Kr.) | Veliki kralj Perzije (358. - 338. pr. Kr.) ____________________ Faraon Egipta (343. - 338. pr. Kr.) | Artakserkso IV. (338. - 336. pr. Kr.) |

## Vanjske poveznice
- [neaktivna poveznica]
- Britannica enciklopedija: Artakserkso III.
- Artakserkso III. Ocho, Livius.org
- Artakserkso III., Looklex.com  Arhivirana inačica izvorne stranice od 12. lipnja 2012. (Wayback Machine)
- Ahemenidsko Carstvo - V. poglavlje (Iranologie.com)
- Artakserkso III. - PersianEmpire.info  Arhivirana inačica izvorne stranice od 3. ožujka 2016. (Wayback Machine)